# Tropidocarpum californicum
Tropidocarpum californicum är en korsblommig växtart som först beskrevs av Al-shehbaz, och fick sitt nu gällande namn av Al-shehbaz. Tropidocarpum californicum ingår i släktet Tropidocarpum och familjen korsblommiga växter. Inga underarter finns listade i Catalogue of Life.